# Дюпас, Питер
Питер Норрис Дюпас (англ. Peter Norris Dupas; род. 6 июля 1953, Сидней, Австралия) — австралийский серийный убийца, действовавший в Мельбурне в период с 1997 по 1999 годы. Мотивом своих преступлений называл подражание серийному убийце Эдварду Леонскому. Приговорён к пожизненному заключению.

## Биография
Родился в Сиднее, позднее семья переехала в Мельбурн. Окончил школу Вейверли в восточном пригороде Мельбурна. В 1974 году был осужден на 9 лет заключения.  Первое убийство совершил в 1985 году — жертвой стала Хелен МакМахон. Второй жертвой стала Ренита Брантон. 4 октября убита Маргарет Махер. 1 ноября — Мерсина Халвагис.  31 декабря 1997 года — Кэтлин Даунс. Последней жертвой стала Николь Патерсон. После последнего убийства Дюпас был задержан спустя 3 суток. 22 августа 2000 года маньяк был приговорен к пожизненному лишению свободы за последнее убийство. 16 августа 2004 года за убийство Махер Дюпасу дали второй срок пожизненного заключения. В августе 2007 года ему назначали третий пожизненный срок за убийство Халвагис. По совокупности приговоров ему было назначено наказание в виде трех сроков пожизненного лишения свободы. Первые три убийства не были доказаны. Верховный суд штата Виктория оставил все три приговора без изменений. Отбывает наказание в исправительном центре Порт Филип в Лавертоне с 11 сентября 2006 года.